# بخش واشینگتن (شهرستان ساندوسکی، اوهایو)
بخش واشینگتن (به انگلیسی: Washington Township) یک منطقهٔ مسکونی در ایالات متحده آمریکا است که در شهرستان ساندوسکای، اوهایو واقع شده‌است.
 بخش واشینگتن ۱۲۵٫۹ کیلومتر مربع مساحت و ۲٬۳۹۶ نفر جمعیت دارد و ۱۹۴ متر بالاتر از سطح دریا واقع شده‌است.